# Morosini Tomasina

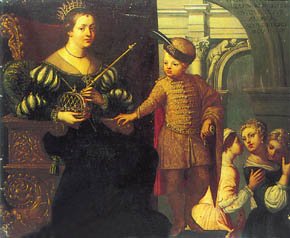
Morosini Tomasina a fiával, a gyermek András herceggel, a későbbi III. Andrással, XVIII. századi ismeretlen festő

Morosini Tomasina (Velence, 1250 körül – Óbuda, 1300) magyar anyakirályné, István herceg felesége, III. András anyja.
Előkelő velencei családból származott, apja Michele Morosini velencei patrícius, anyja neve ismeretlen. 1263-ban lépett házasságra a Velencébe települt István herceggel, melyből a későbbi III. András született. Férje halála (1271) után minden erejével fiának trónra jutásáért küzdött, III. András megkoronázása után, 1292-ben Magyarországra jött, ahol az „anyakirályné” (regina senior) és a szlavón hercegnő címet viselve a déli részeket kormányozta. 
1300-ban halt meg, egyes források szerint mérgezés következtében. III. András alig egy évvel élte őt túl, 1301. január 14-én követte anyját. Vele kihalt az Árpád-ház férfiága.

## Külső hivatkozások
- Magyar életrajzi lexikon
- Foundation for Medieval genealogy/Venice/Tomasina Morosini

1. ↑  http://mek.oszk.hu/00300/00355/html/ABC09732/10801.htm. (Hozzáférés: 2017. október 9.)
2. ↑  p11412.htm#i114119, 2020. augusztus 7.